# Пахіта
Козачка (Pachyta Dejean, 1821) — рід жуків з родини Скрипунових.

## Види
- Козачка північна (Pachyta lamed Linnaeus, 1758)
- Козачка чотирипляма (Pachyta quadrimaculata Linnaeus, 1758)